# Вали (син на Локи)
Вижте пояснителната страница за други значения на Вали.
Вали е име на персонаж в скандинавската митология, син на Локи и брат на Нарфи (Нари), споменат само във „Видението на Гюлви“ в Младата Еда, в мита за наказанието на Локи след убийството на Балдур.
Въпреки че Локи полага неимоверни усилия да се изплъзне от боговете Аси, преследващи го затова, че е подвел слепият бог Хьод да убие Балдур, Локи е заловен и затворен в пещера. Боговете хващат и синовете му Вали и Нарфи и превръщат Вали във вълк. Вълкът Вали веднага разкъсва брат си на парчета, а боговете взимат червата на разкъсания Нарфи и с тях привързват Локи към три огромни камъка, след което червата се превръщат в желязо.